# Albulokształtne
Albulokształtne (Albuliformes) – rząd ryb z gromady ryb promieniopłetwych (Actinopterygii), charakteryzujących się obecnością żuchwowego kanału czuciowego w kości kątowej oraz otwartą bruzdą w żuchwie. Występują w wodach całego świata.

## Systematyka
Klasyfikacja albulokształtnych pozostaje sporna. W zależności od autora zalicza się tutaj od 1 do 4 rodzin:
- Albulidae – albulowate
- Halosauridae
- Notacanthidae – łuskaczowate
- Pterothrissidae – belotkowate

Do niedawna włączano do nich podrzędy:
- Albuloidei (z rodziną Albulidae)
- Notacanthoidei – łuskaczokształtne (z rodzinami Halosauridae i Notacanthidae)

| Albuloidei    | Notacanthoidei    | Notacanthoidei        |
| ------------- | ----------------- | --------------------- |
| Albulidae     | Halosauridae      | Notacanthidae         |
| Albula vulpes | Halosaurus ovenii | Notacanthus bonaparte |

Obydwa podrzędy tworzą taksony siostrzane, ale ze względu na wyraźne różnice morfologiczne (głównie kształt pyska i ogona) są traktowane odrębnie. Halosauridae i Notacanthidae mają ciało bardziej wydłużone niż Albulidae, ich kształt jest zbliżony do  węgorzokształtnych. Przez wielu systematyków są klasyfikowane w odrębnym rzędzie łuskaczokształtnych (Notacanthiformes). Wówczas do albulokształtnych zaliczyć należy jedynie rodzinę Albulidae. Tu jednak pojawił się kolejny punkt sporny. Do Albulidae zaliczono dwa rodzaje: Albula i Pterothrissus. Różnice dzielące ryby z obydwu rodzajów są, zdaniem taksonomów, wystarczające, by zaliczyć je do odrębnych podrodzin, a nawet rodzin. W pierwszym przypadku, do albulokształtnych zaliczana jest jedna rodzina Albulidae z dwiema podrodzinami, a w drugim dwie monotypowe rodziny Albulidae i Pterothrissidae.
Systematyka za Eschmeyer’s Catalog of Fishes z jedną występującą współcześnie rodziną:
- Albulidae Bleeker, 1849 – albulowate

Opisano również dwie rodziny wymarłe:
- Osmeroididae Forey, 1973
- Eurokidae Bartholomai, 2010